# Hans-Herloff-Inhoffen-Preis
Der Hans-Herloff-Inhoffen-Preis war ein nach dem Chemiker Hans Herloff Inhoffen benannter Preis für Nachwuchswissenschaftler und wurde von der Schering AG gestiftet. Er wurde durch die Gesellschaft Deutscher Chemiker ausgeschrieben und war mit 2500 Euro dotiert. Er würdigte „Leistungen junger Wissenschaftler der Chemie und der Chemiedidaktik, die sich in besonderem Maße um die Lehrerausbildung oder um einen praxisnahen Chemieunterricht in Schulen, Hochschulen und außerschulischen Lernorten verdient gemacht haben“ und wurde nur zweimal vergeben.

## Preisträger
- 2005: Petra Moritz, Hornstein/Österreich
- 2007: Anke Christine Zürn, Zürich/Schweiz